# كيانا ماديرا
كيانا ماديرا هي ممثلة كندية ولدت في 4 نوفمبر 1992.

## روابط خارجية
- كيانا ماديرا على موقع IMDb (الإنجليزية)
- كيانا ماديرا على موقع ميتاكريتيك (الإنجليزية)
- كيانا ماديرا على موقع روتن توميتوز (الإنجليزية)
- كيانا ماديرا على موقع قاعدة بيانات الفيلم (الإنجليزية)